# Đại học bang Illinois
Viện Đại học bang Illinois (thường được gọi tắt là ISU) là một viện đại học công lập ở Normal, Illinois, Hoa Kỳ. Tiền thân của ISU là Đại học Sư phạm Illinois được thành lập vào năm 1857. Đây là trường đại học công lập lâu đời nhất ở Illinois. Trường đại học nhấn mạnh việc giảng dạy và được công nhận là một trong mười nhà sản xuất giáo viên lớn nhất ở Mỹ theo Hiệp hội Giáo dục Đại học Hoa Kỳ.  Các đội thể thao của trường đại học là thành viên của Hội nghị Thung lũng Missouri và Hội nghị Bóng đá Thung lũng Missouri và được gọi là "Redbirds".

## Vị trí
Khuôn viên của Đại học Illinois State University tại Normal gần trung tâm địa, 137 dặm về phía tây nam của Chicago và 164 dặm về phía đông bắc của St. Louis. Xa lộ Liên tiểu bang 74, 55 và 39; Tuyến đường Hoa Kỳ 150; và Illinois Route 9 giao nhau xung quanh Bình thường, tạo ra một trung tâm vận chuyển. Một trạm hành khách Amtrak chỉ cách trường đại học hai dãy nhà.

## Lịch sử
ISU được thành lập như một trường đào tạo giáo viên vào năm 1857, cùng năm đó, Hội đồng Giáo dục đầu tiên của Illinois đã được triệu tập và hai năm sau khi Đạo luật Tự do được thông qua bởi cơ quan lập pháp bang. Trong số những người ủng hộ có thẩm phán và Thẩm phán Tòa án tối cao tương lai, David Davis và doanh nhân địa phương và chủ sở hữu đất đai Jesse W. Fell có bạn của ông, ông Lincoln Lincoln, là luật sư được hội đồng giáo dục thuê để soạn thảo các tài liệu pháp lý để bảo đảm kinh phí của trường.  Được thành lập như Đại học Sư phạm Illinois , tên của nó phản ánh sứ mệnh chính của nó như một trường học bình thường. Các lớp học ban đầu được tổ chức tại trung tâm thành phố Bloomington, chiếm không gian trong Hội trường của Major, nơi trước đây là địa điểm của " Lost Speech " của Lincoln. Với việc hoàn thành Old Main vào năm 1860, trường đã chuyển đến cơ sở hiện tại ở ngôi làng North Bloomington, nơi được coi là "Bình thường" vào năm 1865. Thị trấn mới được đặt tên theo trường đại học.
Năm 1965, tên của tổ chức được đổi thành Đại học Sư phạm bang Illinois, và sau đó một lần nữa vào năm 1968 thành Đại học bang Illinois hiện tại.
Theo đúng nhiệm vụ của nó, phương châm của trường ban đầu là " vui vẻ học tập và vui vẻ dạy hoc ", theo cách đánh vần tiếng Anh của Geoffrey Chaucer, từ đó đã được cập nhật sang tiếng Anh hiện đại ở dạng trung lập về giới tính "Rất vui khi chúng tôi học và dạy. "

## Học thuật và tổ chức
Được thành lập như một trường cao đẳng giáo viên, trường đại học hiện cung cấp một loạt các chương trình ở cấp độ cử nhân, thạc sĩ và tiến sĩ. Illinois State được công nhận bởi Ủy ban về các tổ chức giáo dục đại học của Hiệp hội các trường đại học và trung học Bắc Trung Bộ. Các chương trình chuẩn bị giáo viên được công nhận bởi Hội đồng Kiểm định Giáo dục Giáo viên Quốc gia và được chứng nhận bởi Hội đồng Giáo dục Bang Illinois. Ngoài ra, 22 chương trình tổ chức kiểm định dựa trên kỷ luật.
Các trường thuộc ISU
- Trường khoa học ứng dụng
- Trường Nhân văn và Khoa học
- Trường kinh doanh
- Trường Giáo dục
- Trường mỹ thuật
- Trường điều dưỡng Mennonite

## Xếp hạng
Năm 2020, US News & World Report đã xếp hạng Đại học bang Illinois (gắn liền) 197 trong danh sách kết hợp gồm 310 "trường đại học quốc gia" tư thục và công lập tốt nhất của Mỹ và (gắn liền với) 98 trong số 133 trường đại học quốc gia công lập ở Hoa Kỳ đủ điều kiện cho danh sách.
Tạp chí Forbes xếp hạng Illinois # 409 trong số 650 trường cao đẳng Mỹ.

## Nhân khẩu học
Tính đến mùa thu năm 2019, tổng số sinh viên nhập học tại trường là 20.878, với 18.250 sinh viên đại học và 2.628 sinh viên sau đại học.  56,5% sinh viên là nữ, trong khi 43,5% là nam. Khoảng 28,8% tất cả học sinh là từ các nhóm thiểu số.  Trong số 558 sinh viên quốc tế, 422 là sinh viên tốt nghiệp.  Sinh viên quốc tế đến từ 69 quốc gia khác nhau.  Học sinh mới bắt đầu trung bình có điểm ACT là 23,7. Tỷ lệ sinh viên-giảng viên là 18 đến một.

## Khu tứ giác
Khu tứ giác của Đại học bang Illinois nhỏ gọn so với các trường đại học lớn khác, với các tòa nhà nằm sát nhau xung quanh một bãi cỏ trung tâm hình chữ nhật.
Quad là một trang web phổ biến cho các sự kiện đặc biệt nhỏ bao gồm phim và buổi hòa nhạc và Liên hoan ISU của Hội đồng Chương trình Đại học, nơi các tổ chức trong trường thiết lập các bàn với các trò chơi, giải thưởng và thông tin về các tổ chức của họ. Được lót bằng băng ghế và cây râm mát, trang web này là một địa điểm phổ biến cho sinh viên để thư giãn, học tập và chơi các trò chơi thể thao không chính thức.
ISU Quad cũng là nơi tổ chức Fell Arboretum, một phần của khu đất rộng 490 mẫu, đại diện cho hơn 154 loài cây từ bang Illinois. Cây ở phía bắc của tứ giác là từ Bắc Illinois và những cây ở phía nam của tứ giác từ các phần phía nam của tiểu bang. Vườn ươm Fell đã giành giải thưởng Tree Campus USA vào năm 2008

## Thư viện Milner
Thư viện Milner có một bộ sưu tập hơn 1,5 triệu tập và số lượng tài liệu điện tử ngày càng tăng mà Internet có thể truy cập được cho sinh viên và giảng viên. Bộ sưu tập của thư viện được phân biệt bởi các tài liệu liên quan đến lý thuyết và chính sách giáo dục, phát triển chương trình giảng dạy và các vấn đề liên quan đến giáo dục đặc biệt và công nghệ hỗ trợ. Bộ sưu tập đặc biệt bao gồm các tài liệu nghệ thuật xiếc và đồng minh phong phú và bộ sưu tập văn học thiếu nhi với hơn 100 tập phiên bản đầu tiên được ký bởi tác giả Lois Lenski. Thư viện Milner cũng là một lưu ký liên bang chọn lọc cho thông tin chính phủ. Bộ sưu tập của Milner kết hợp góp phần vào vị trí tương đối cao của trường đại học trong bảng xếp hạng khu vực, quốc gia và thế giới. Năm 2007, thư viện đã nhận được Giải thưởng Quan hệ công chúng của Thư viện John Cotton Dana, một giải thưởng chỉ được trao cho bảy thư viện trên toàn quốc.
Thư viện Milner quản lý Lưu trữ Tiến sĩ Jo Ann Rayfield, nơi lưu trữ các hồ sơ chính thức từ các khoa và tổ chức đại học, các ấn phẩm của khoa và sinh viên và các tài liệu lịch sử địa phương bao gồm một bộ sưu tập từ gia đình Adlai Stevenson. Các tài liệu lưu trữ cũng có một Trung tâm Lưu trữ Lưu trữ Khu vực Illinois (IRAD).
Các cơ sở thư viện bổ sung bao gồm lưu trữ sách cả trong và ngoài trang web cũng như bộ phận bảo quản.
Thư viện Milner được đặt tên theo Angeline "Ange" Vernon Milner (1856 Ném1928), người bản địa Bloomington-Bình thường và là thủ thư toàn thời gian đầu tiên của Đại học Sư phạm bang Illinois. Milner có công trong việc tổ chức bộ sưu tập ban đầu của trường đại học gồm hơn 40.000 mặt hàng và là tác giả chính của hơn bảy mươi bài báo và chuyên khảo ngắn trong các tạp chí thư viện và giáo dục trong nhiệm kỳ của bà là Thư viện Đại học từ 1890 đến 1927. Tòa nhà thư viện, thứ ba trong lịch sử của trường đại học, mở cửa năm 1976.

## Ký túc xá
Bảy ký túc xá của Đại học bang Illinois có khoảng 6.000 sinh viên. Được quản lý bởi Dịch vụ Nhà ở Đại học của ISU, chúng bao gồm các tầng lối sống phục vụ cư dân có chung sở thích.
Watterson
Watterson Towers không chỉ là hội trường cư trú lớn nhất trong khuôn viên trường, đây còn là một trong những ký túc xá sinh viên cao nhất thế giới, và cung cấp điểm thuận lợi cao nhất ở Illinois giữa Chicago và St. Louis.  Watterson có các khu vực dành cho chăm sóc sức khỏe, yên tĩnh, không có chất gây nghiện và hạn chế. Được xây dựng từ năm 1968 đến 1970, cơ sở được đặt tên cho Arthur W. Watterson, một thành viên khoa địa lý và chủ tịch. Watterson đã trải qua một cuộc cải tạo lớn từ tháng 3 năm 2010 đến tháng 8 năm 2012.
Mỗi tòa tháp đôi của Watterson có năm "ngôi nhà". Mỗi "ngôi nhà" có năm tầng với mỗi tầng được chia thành bốn dãy phòng. Mỗi trong số 10 ngôi nhà được đặt theo tên của cựu Bộ trưởng Ngoại giao Hoa Kỳ.
Cơ sở phía đông
ewett và Manchester Hall ở trong khuôn viên phía đông. Được xây dựng vào năm 1966, chúng được đặt theo tên của Edwin C. Hewett, chủ tịch thứ ba của Đại học và Orson L. Manchester, Đại học Sư phạm bang Illinois từ 1911 đến 1928.
Cả hai đều dành cho hầu hết các phần coed, với các tầng đặc biệt được chỉ định là tất cả nam hoặc nữ. Cho đến gần đây, Hewett là tất cả phụ nữ. Giữa cả Hewett và Manchester, có những tầng dành riêng cho sinh viên chuyên ngành nghệ thuật, kinh doanh, giao tiếp, đồng khoa học, chương trình giảng dạy và hướng dẫn, Geo-môi trường, danh dự, công nghệ thông tin, toán học và âm nhạc. Các tầng khác dành riêng cho sinh viên có sở thích và sở thích như dịch vụ và lãnh đạo, không có chất, yên tĩnh và nhà ở quốc tế.
Những ký túc xá này đã được cải tạo vào năm 2008. Trong lần cải tạo này, trung tâm ăn uống ở tầng hầm giữa mỗi hội trường đã được chuyển đổi thành Trung tâm Visor Julia N. chuyên giúp sinh viên đạt được thành công trong học tập thông qua việc dạy kèm miễn phí và các dịch vụ khác.
Cơ sở phía Tây
Haynie, Wilkins và Wright Hall nằm trong khuôn viên phía Tây, bên cạnh Đấu trường Redbird và Sân vận động Hancock. Còn được gọi là "The Tri Towers", họ có các tầng dành cho ROTC, Sức khỏe, Chất miễn phí và Yên tĩnh. Những hội trường này là nơi cư trú xa nhất trong khuôn viên trường và được biết đến là nơi tập trung phần lớn các vận động viên vì gần khu vực luyện tập. Chúng được xây dựng vào năm 1962 và được đặt tên cho Martha DL Haynie, nữ giáo sư đầu tiên của Đại học bang Illinois, Daniel Wilkins, hiệu trưởng của Học viện nữ Bloomington vào những năm 1850, và Simeon Wright, một trong những người sáng lập trường đại học.
Tòa Hồng y
Vào năm 2012, trường đại học đã mở Căn hộ Hồng y mới để thay thế một khu phức hợp cùng tên và trên cùng một địa điểm được xây dựng vào năm 1959. Giống như Tòa án Hồng y cũ, Tòa án Hồng y mới cung cấp cuộc sống theo kiểu căn hộ kết hợp với lợi ích của trường đại học nhà ở. Bên cạnh việc đơn giản là hiện đại hơn, sự khác biệt chính là Tòa Hồng y cũ đã được dành riêng cho các cặp vợ chồng và sinh viên tốt nghiệp.
Cơ sở phía Nam
Cho đến gần đây, có một số ký túc xá trong cái được gọi là "Khu học xá phía Nam". Bây giờ không còn bất kỳ sinh viên nào ở trong khu vực này, và các tòa nhà đã bị phá hủy vào mùa hè năm 2016.
Hamilton và Whitten Hall (còn gọi là "Ham-Whit) đã chia sẻ một lối vào chung và quầy lễ tân. Họ có các tầng lối sống như tầng lớp thượng lưu và sau đại học, Điều dưỡng sinh viên, và Bệnh học lời nói và Thính học. Được xây dựng vào năm 1959, cơ sở được đặt tên theo Alma H. Hamilton, người đầu tiên nhận bằng cử nhân của Đại học Sư phạm Illinois và Jennie Whitten, cựu trưởng khoa Ngoại ngữ.
Khu nhà ở Hamilton-Whitten và Trung tâm ăn uống Feeny
Atkin và Colby Hall , mặc dù được xây dựng muộn hơn "Ham-Whit", về cơ bản là một hình ảnh phản chiếu của trước đây, và chia sẻ một trung tâm ăn uống với cùng. Được xây dựng vào năm 1962 dưới dạng ký túc xá chỉ dành cho nữ, chúng được chuyển đổi thành co-ed. Chúng được đặt tên theo Edith Irene Atkin, giáo sư toán học của Đại học Sư phạm Illinois từ năm 1909 đến 1940 và tháng 6 Rose Colby, giáo sư tiếng Anh từ 1892 đến 1932.
Cơ sở trung tâm
Ba hội trường cư trú, Dunn , Barton và Walker Hall , đã bị phá hủy vào năm 2008 để cung cấp không gian cho Trung tâm Giải trí Sinh viên, Kinesiology và Giải trí.